# Богуслав Литвинець
Богуслав Литвинець (пол. Bogusław Litwiniec; 1 листопада 1931 в Острозі, тоді — Польща — 25 грудня 2022) — польський театральний режисер і культурний діяч, політик, сенатор IV, V скликань.

## Біографія
Його батько працював лісником; після Другої світової війни його сім'я оселилися в Нижній Сілезії. Богуслав Литвинець закінчив середню школу в Клодзько, в 1955 вивчав теоретичну фізику у Варшавському університеті. Потім він працював на кафедрі фізики Університету Вроцлава асистентом. У той же час він працював драматургом і культурним оглядачем (у тому числі редактором студентського тижневика «Думка»); У 1957 році він заснував Студентський театр «Каламбур» у Вроцлаві, де був директором, режисером, актором і автором. У 1966 році закінчив вивчення театру і драми в університеті Нансі.
У 1967—1993 роках він організував Міжнародний фестиваль відкритого театру у Вроцлаві (до 1975 року в рамках Фестивалю студентського театру). На 5 Міжнародному фестивалі Відкритого театру в 1975 році він оголосив маніфест 21 засуджень театру, це була спроба синтезувати ідеали контркультури. Він також брав участь в ряді інших культурних ініціатив, в тому числі очолював Відкритий театральний центр «Каламбур», був художнім керівником Фестивалю польського сучасного мистецтва у Вроцлаві, був співавтором і редактором щомісячного «Сміх в Європі». Він став одним із засновників Асоціації європейських зв'язків в Вроцлаві. У 1991 році він перетворив театр «Каламбур» в регіональний центр європейського партнерства.
З командою театру «Каламбур» він виступав в європейських країнах, а також в США і Канаді. Для відомих видовищ «Каламбур» є його початкові характеристики (вулиці міста приходить моя любов 1959; Печінки, 1968), а також прагне представити на основі Олександра Блока (Дванадцять, 1960), Вітольд Уірпсза (Shadows, 1961), Ерссула Косіол (У ритмі сонця , 1970, Біла коробка , 1977; King пофарбованого, 1979), Веслав Fighter (камінь на камені, 1984). Він також є автором численних публікацій з культурної тематики, обрані ескізи з'явилися в колекції театру Young — театр відкрив (1978). Активіст Асоціації польських художників.
З 1953 року був членом ПОРП (з 1980 входив в склад команди Театрального ЦК партії), а пізніше став членом Союзу демократичних лівих сил. У 1994—2001 роках він був радником міської ради Вроцлава. Він виграв довибори в Сенат на четвертий термін, виписаний після закінчення терміну дії мандата Leona Kieresa; Він був приведений до присяги в лютому 2001 року він працював в Культурному і ЗМІ Комітету та Комітету закордонних справ і європейської інтеграції. Він служив в Сенаті в п'ятому термін повноважень в районі Вроцлава у 2001—2005 рр.
З травня по липень 2004 він представляв Польщу в Європейському парламенті. У 2004 році він втік невдало європейські вибори. У 2005 році він відправився в Польської соціалістичної партії, які не домагатися переобрання на парламентських виборах в тому ж році.

## Нагороди
Лицарський хрест ордена відродження польського.

## Приватне життя
Одружений (дружина Халіна, викладач, актриса), має сина Майкла (випускник філософії).